# チャーンパーネール・パーヴァーガド遺跡公園
チャンパーネール・パーヴァーガド遺跡公園（チャンパーネール・パーヴァーガドいせきこうえん）は、銅器時代からヒンドゥー王朝の要塞、イスラーム王朝である16世紀のグジャラート・スルターン朝の首都にいたる長きに渡る土地利用を示す遺跡群を含むインドの世界遺産である。

## 概要
インド西部のグジャラート州に位置するチャンパーネール・パーヴァーガト遺跡公園には、銅器時代の遺跡に始まり8－14世紀の要塞、宮殿、宗教建築物、居住区域、農地、取水設備などが点在する。公園内のパーヴァーガド丘の頂上に位置するカーリーカマタ寺院は重要な聖地とみなされており、いまも多くの巡礼者を惹きつけている。遺産はムガル帝国支配以前の都市として、唯一完全な姿を保つことで知られている。

## 登録基準
この世界遺産は世界遺産登録基準のうち、以下の条件を満たし、登録された（以下の基準は世界遺産センター公表の登録基準からの翻訳、引用である）。
- (3) 現存するまたは消滅した文化的伝統または文明の、唯一のまたは少なくとも稀な証拠。
  - 古代のヒンドゥー建築の例といえる寺院、取水設備を持ち、16世紀に遡るマフムード・シャー1世によって建てられた都市を起源とする宗教･軍事・農業に関する建造物を残すチャンパーネール・パヴァーガド遺跡公園は、すでに消滅した文化を示すものである[2]。

- (4) 人類の歴史上重要な時代を例証する建築様式、建築物群、技術の集積または景観の優れた例。
  - チャンパーネール・パーヴァーガド遺跡公園の建造物は、ヒンドゥーとイスラムの完全なる融合を代表し、特に大モスク（ジャーミー・マスジド）は後のインドのモスク建築のモデルとなった。この特別な建築様式は地方のスルタン政権によって成し遂げられたものである[2]。

- (5) ある文化（または複数の文化）を代表する伝統的集落、あるいは陸上ないし海上利用の際立った例。もしくは特に不可逆的な変化の中で存続が危ぶまれている人と環境の関わりあいの際立った例。
  - チャンパーネール・パーバーガド遺跡公園は、短期間利用されたものであるとともに地形と自然環境に考慮した最適な配置を目指して計画された都市の例として、類いまれな物証となっている。これは放棄され、森の拡大と現代生活にさらされて破壊されやすいものである[2]。

- (6) 顕著で普遍的な意義を有する出来事、現存する伝統、思想、信仰または芸術的、文学的作品と直接にまたは明白に関連するもの（この基準は他の基準と組み合わせて用いるのが望ましいと世界遺産委員会は考えている）。
  - チャンパーネール・パーヴァーガド遺跡公園は、今に続くヒンドゥー教信者の巡礼地として、信仰の場所となっている[2]。

## 名称
組織によって、日本語に翻訳された名称には若干の差異がある。
- 「チャンパネール-パーヴァガドゥ遺跡公園」- ユネスコ公式サイト[1]
- 「チャンパネール ‐ パーヴァガドゥ遺跡公園」- 世界遺産検定事務局[3]